# Elisabet Chitrovo

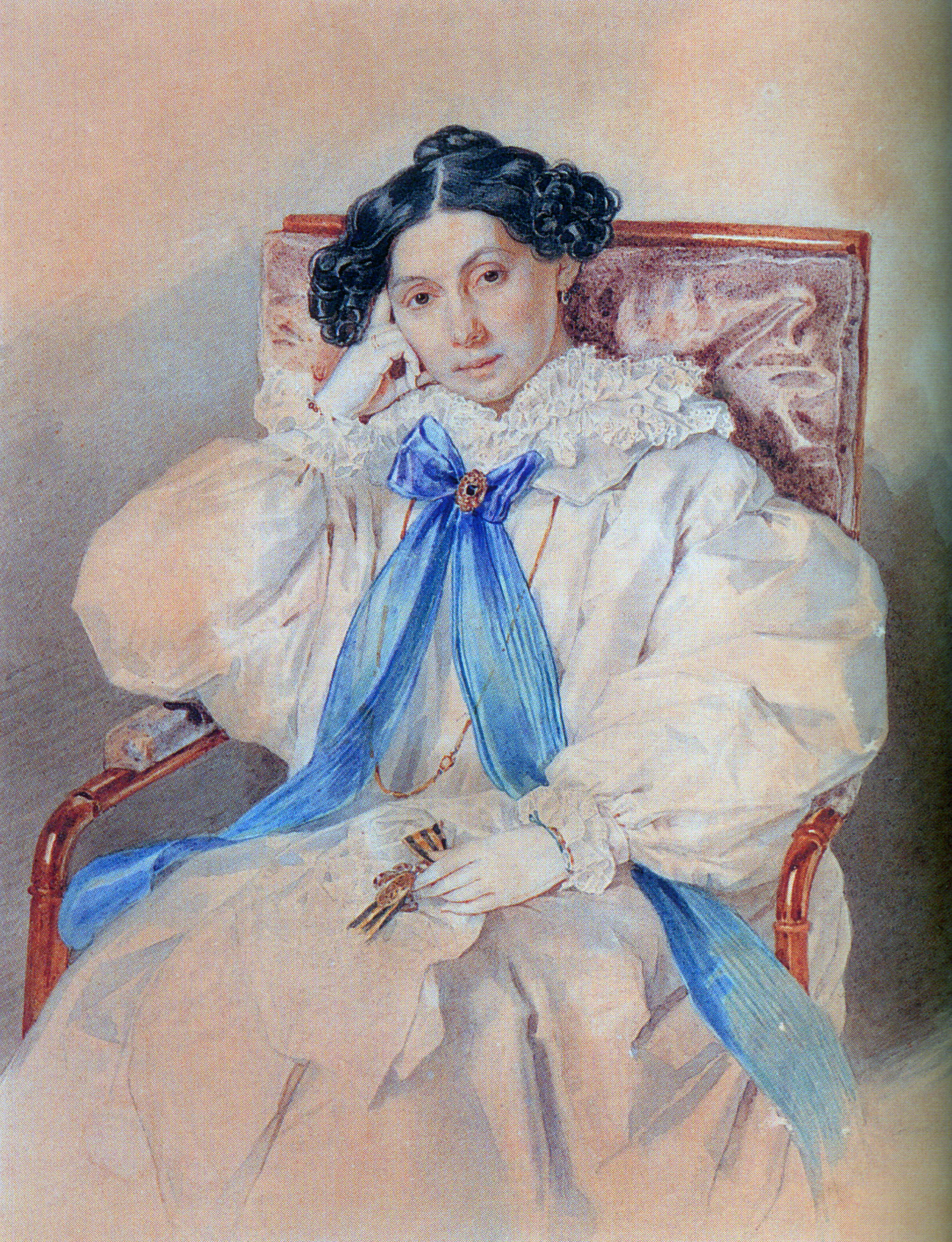
Elisabet Khitrovo.

Elisabet Chitrovo, född 1783, död 1839, var en rysk adelsdam och salongsvärd, värd för en av de mer välkända salongerna i Ryssland under hennes samtid. Hon höll en salong i Sankt Petersburg mellan 1826 och 1839 som besöktes av Aleksandr Pusjkin, Vasilij Zjukovskij och Pyotr Vyazemsky. Hon var gift med österrikiska sändebudet greve Charles-Louis Fikelmon (1777-1857) och 1811 med ryska sändebudet i Florens general Nikolaj Chitrovo (död 1819).